# Redouane Drici
Redouane Drici est un footballeur international algérien né le 7 mars 1959 à Alger. Il évoluait au poste de défenseur central.
Il compte six sélections en équipe nationale en 1982.

## Biographie

### En club
En 1984, Drici signe un brève contrat avec le club norvégien du SK Brann, après avoir visité la ville de Bergen en vacances. Après avoir joué pour Brann lors de la première moitié de la saison 1984, Drici retourne en Algérie.
Drici retourne ensuite à Bergen et Brann en 1987, où il reste cette fois-ci quatre saisons. Évoluant au poste de défenseur central, il joue aux côtés de Jan Halvor Halvorsen (en) et Per Egil Ahlsen (en). Drici dispute la finale de la Coupe avec Brann en 1987, où ils s'inclinent contre le Bryne FK, puis de nouveau en 1988, où ils perdent contre le Rosenborg BK. Au total, Drici dispute 72 matches de championnat et marque six buts avec le SK Brann.

### En équipe nationale
Drici dispute six matches avec l'équipe d'Algérie lors du printemps 1982. il été parmi les 22 qui ont retenu pour la CAN 1982 en Libye .  L'Algérie s'est alors qualifiée pour la Coupe du monde 1982 pour la première fois de son histoire, et Drici espère faire partie de ce moment historique. Toufefois, en raison d'une blessure, il n'est pas retenu pour le mondial.

### Carrière d'entraîneur
En 1995 et 1996, Drici est l'entraîneur du Valestrand Hjellvik FK, équipe évoluant en sixième division,.

### Palmarès
- Champion d'Algérie en 1981 avec le RC Kouba.
- Vainqueur de la supercoupe d'Algérie en 1981 avec le RC Kouba.
- Finaliste de la coupe de Norvège en 1987 et 1988 avec le SK Brann.
- Finaliste de la coupe d'Algérie Junior en 1977 avec le RC Kouba.
- Vainqueur de la coupe d'Algérie Cadet en 1975 avec le RC Kouba.

### Vie privée
Il est marié à une femme de Bergen, où il vit depuis son retour en 1987. Aujourd'hui, il travaille à l'aéroport de Bergen.